# Antonio Spagnuolo
Antonio Spagnuolo (Napoli, 1931) è un medico, poeta e saggista italiano, presente in diverse mostre di poesia visiva italiane e internazionali.
È nella redazione di alcuni periodici letterari, e per la casa editrice La valle del tempo dirige la collana "Frontiere della poesia contemporanea"  (Alberto Asor Rosa "Letteratura italiana" - Einaudi 2008)